# Saison 3 de Supernatural
Chronologie
Saison 2 Saison 4
Cet article présente les seize épisodes de la troisième saison de la série télévisée américaine Supernatural.

## Synopsis
Des centaines de démons se sont échappés lors de l'ouverture des portes de l'Enfer et la guerre contre le mal est ouverte. Sam et Dean vont devoir affronter de plus en plus de créatures maléfiques et surnaturelles, tout en essayant de sauver Dean du pacte qu'il a conclu pour sauver son frère. De nouveaux personnages apparaissent le long de cette saison comme Ruby, un démon qui prétend être de leur côté ou Bela, une voleuse d'objets surnaturels.

## Distribution

### Acteurs principaux
- Jared Padalecki (VF : Damien Boisseau) : Sam Winchester
- Jensen Ackles (VF : Fabrice Josso) : Dean Winchester
- Katie Cassidy (VF : Chloé Berthier) : Ruby
- Lauren Cohan (VF : Sybille Tureau) : Bela Talbot

### Créatures de la saison
- Démons
- Changeling
- Fantômes
- Vampires
- Dieux païens
- Sorcières
- Embrouilleur
- Crocotta
- Chiens de l'enfer
- Dr Benton

## Production

### Développement
Cette troisième saison n'est composée que de 16 épisodes au lieu de 22, à cause de la grève des scénaristes.

## Liste des épisodes

### Épisode 1:Les Sept Péchés capitaux
- États-Unis /  Canada : 4 octobre 2007 sur The CW / Citytv[2]
- Québec : 27 août 2008 sur Ztélé[3]
- France : 
  - 30 août 2008 sur TF6
  - 18 avril 2009 sur M6
- Belgique : 8 novembre 2009 sur Plug RTL
- Suisse : 12 avril 2010 sur TSR1

- Jim Beaver (Bobby Singer)
- Peter Macon (Isaac)
- Caroline Chikezie (Tamara)
- Josh Daugherty (Walter Rosen/ L'envie)
- C. Ernst Harth (la Paresse)
- Gardiner Millar (la Colère)
- Ben Cotton (l'Orgueil)
- Tiara Sorensen (l'Avarice)
- Michael Rogers (la Gourmandise)
- Katya Virshilas (la Luxure)
- Allison Warnyca (la cliente brune)
- Monique Ganderton (la cliente rousse)

- Lieu : Oak Park, Illinois puis Nebraska (près de Lincoln)
- Lors de l'examen de la deuxième scène de crime, l'un des techniciens dit « Vous devriez appeler Grissom » en référence à Gil Grissom, personnage principal de la série Les Experts (C.S.I: Crime Scene Investigation en V.O).

### Épisode 2:Les Enfants perdus
- États-Unis : 11 octobre 2007 sur The CW
- France : 
  - 6 septembre 2008 sur TF6
  - 25 avril 2009 sur M6
- Belgique : 15 novembre 2009 sur Plug RTL
- Suisse : 19 avril 2010 sur TSR1

- Kathleen Munroe (la mère de Katie)
- Cindy Sampson (Lisa Braeden)
- Todd Thomson (Richard Keel)
- Margot Berner (Katie Keel)
- Nicholas Elia (Ben Braeden)
- Alberto Ghisi (Ryan Humphrey)
- Desiree Zurowski (Annette Doolittle)

- Lieu : Cicero, Indiana
- Le titre original fait référence à la chanson The Kids Are Alright du groupe The Who.

### Épisode 3:Baraka
- États-Unis : 18 octobre 2007 sur The CW
- France : 
  - 13 septembre 2008 sur TF6
  - 2 mai 2009 sur M6
- Belgique : 22 novembre 2009 sur Plug RTL
- Suisse : 26 avril 2010 sur TSR1

- Jim Beaver (Bobby Singer)
- Sterling K. Brown (Gordon Walker)
- Michael Massee (Kubrick)
- Jon Van Ness (Creedy)
- Hrothgar Mathews (Grossman)
- Christian Tessier (Wayne)
- Forbes Angus (Foster)
- Lauren Cohan (Bela)

Alors qu'ils sont sur la route, les frères Winchester reçoivent un appel les informant qu'un des box de leur père a été fracturé. Découvrant encore des secrets sur John, Sam et Dean se rendent sur place et constatent qu'une boîte d'artefact magique a été dérobée. Ils doivent retrouver la boîte, avant que les voleurs n'aient la malchance de l'ouvrir et de libérer ce qu'elle contient. Pendant ce temps, le chasseur Kubrick rend visite à Gordon en prison ; ce dernier essaie de le convaincre de tuer Sam à cause des pouvoirs qu'il a acquis du démon aux yeux jaunes. 
- Le titre original fait référence au film Bad Day At Black Rock.
- Lieu : Blackrock (Buffalo) et dans le Queens (chez Bella), État de New York.
- Le passage où l'un des voleurs trébuche et se fait transpercer le crâne fait référence à la mort d'Andy Kewzer dans la prémonition de Nick O'Bannon dans Destination finale 4.

### Épisode 4:Sin City
- États-Unis : 25 octobre 2007 sur The CW
- France : 
  - 20 septembre 2008 sur TF6
  - 9 mai 2009 sur M6
- Belgique : 22 novembre 2009 sur Plug RTL
- Suisse : 3 mai 2010 sur TSR1

- Robert Curtis Brown (Père Gil)
- Julia Anderson (la prostituée)
- Jim Beaver (Bobby Singer)
- Marty Papazian (Richie)
- Sasha Barrese (Casey)
- Richard Keats (Andy Johnson)
- Don S. Davis (Trotter)
- Gavin Buhr (le garde du corps)
- Todd Curran (John)
- Gregory Bennett (le vieux shérif)
- Matthew Harrison (Reggie)
- Elisa King (Cheryl)

Sam et Dean se font passer pour les représentants d'une société d'assurance pour questionner un pasteur après qu'un homme s’est suicidé dans son église. Une fois arrivé à l'hôtel, Dean retrouve un vieil ami chasseur, Richie, qui suit la même piste. Très vite, ils constatent que la petite ville tranquille s'est transformée en lieu de perdition, avec de nombreuses violences, prostituées et jeux d'argent. Alors qu'ils soupçonnent le gérant d'un bar, Dean disparaît avec la serveuse ...
- Lieu : Elizabeth Town, Ohio

### Épisode 5:Il était une fois…
- États-Unis : 1er novembre 2007 sur The CW
- France : 
  - 27 septembre 2008 sur TF6
  - 9 mai 2009 sur M6
- Belgique : 29 novembre 2009 sur Plug RTL
- Suisse : 10 mai 2010 sur TSR1

- Christopher Cousins (Dr Garrison)
- Sandra McCoy (le démon du carrefour)
- Ava Rebecca Hughes (Callie à 8 ans)
- Maxine Miller (la vieille dame)
- Mary Black (la grand-mère)
- Tracy Spiridakos (Callie)
- Patrick Gilmore (II) (Ken Watson)
- Kimberley Warnat (Julie Watson)
- Derek Lowe (le docteur du SAMU)

Sam et Dean se rendent à Maple Springs pour enquêter sur l'attaque de trois frères sur un chantier de construction en plein milieu de la nuit. Les Winchester pensent d'abord à un loup-garou jusqu'à ce que le seul survivant de l'attaque décrive l'agresseur comme un humain. Alors qu'un couple est agressé par une grand-mère qui les a gavés de nourriture, Sam et Dean font le rapprochement avec des contes de fées : Trois Petits Cochons puis Hansel et Gretel des Frères Grimm.
- Lieu : Maple Springs, New York

### Épisode 6:Le Vaisseau fantôme
- États-Unis : 8 novembre 2007 sur The CW
- France : 
  - 4 octobre 2008 sur TF6
  - 16 mai 2009 sur M6
- Belgique : 29 novembre 2009 sur Plug RTL
- Suisse : 17 mai 2010 sur TSR1

- Steve Lawlor (le fantôme)
- Robert Moloney (Peter Warren)
- Ellen Geer (Gertrude Case)
- Samantha Simmonds (Sheila Case)
- Steve Archer (le gardien)
- Tobias Slezak (Steve Warren)

Sam et Dean enquêtent sur des morts par noyade, alors qu'aucune des victimes ne se trouvait à proximité de l'eau avant leur mort. Ils découvrent que les victimes prétendaient voir un bateau-fantôme quelques heures seulement avant leur mort. Ils croisent le chemin de Bela, qui est généreusement payée par un membre de la famille d'une des victimes pour résoudre cette affaire. Les deux frères la mettent en garde de rester hors de leur enquête, mais la jeune femme s'y refuse. Ils doivent récupérer et détruire « la main de la gloire » exposée dans un musée et qui appartient au fantôme meurtrier cherchant à venger les crimes familiaux. En effet, il a été pendu par son propre frère, à l'époque, capitaine du navire.
- Lieu : Massachusetts
- anecdote : Lorsque Sam, Dean et Bela sont dans le cimetière pour invoquer les esprits des deux frères, le deuxième mot de l'invocation est « Castiel ».

### Épisode 7:Rouge sang
- États-Unis : 15 novembre 2007 sur The CW
- France : 
  - 11 octobre 2008 sur TF6
  - 16 mai 2009 sur M6
- Belgique : 6 décembre 2009 sur Plug RTL
- Suisse : 31 mai 2010 sur TSR1

- Sterling K. Brown (Gordon Walker)
- Michael Massee (Kubrick)
- Matthew Humphreys (Dixon)
- Mercedes McNab (Lucy)
- Daniella Evangelista (la vampire suspendue)
- Katie Chapman (la deuxième victime de Gordon)

Sam et Dean capturent une vampire fraîchement transformée et qui semble croire que les crimes qu'elle a commis sont simplement des hallucinations, en raison d’une drogue prise la nuit précédente. Ils découvrent alors que Dixon, un vampire, fait boire à des jeunes femmes un mélange de sang, prétendant qu'il s'agit de la dernière drogue à la mode. Parallèlement, Gordon parvient à s'échapper de prison grâce à Kubrick et ils partent à la poursuite de Sam. Dixon intercepte Gordon et le transforme en vampire, ce qui le rend encore plus fort et plus menaçant qu'avant et semble lui ôter toute humanité. Gordon tue le premier humain qu'il voit ainsi que Kubrick, quand celui-ci veut l'arrêter.
- Lieu : État de New York
- Gordon meurt dans cet épisode.

### Épisode 8:Le Festin du Père Noël
- États-Unis : 13 décembre 2007 sur The CW
- France : 
  - 18 octobre 2008 sur TF6
  - 23 mai 2009 sur M6
- Belgique : 6 décembre 2009 sur Plug RTL
- Suisse : 7 juin 2010 sur TSR1

- Ridge Canipe (Dean jeune)
- Colin Ford (Sam jeune)
- Spencer Garrett (Edward Carrigan)
- Merrilyn Gann (Madge Carrigan)
- Emily Holmes (Mme Walsh)
- Don MacKay (Grand-père)
- Victoria Bidewell (Molly Johnson)
- Jennifer Copping (Mme Caldwell)

- Lieu : Ypsilanti, Michigan

### Épisode 9:Les Reines du Sabbat
- États-Unis : 31 janvier 2008 sur The CW
- France : 
  - 25 octobre 2008 sur TF6
  - 30 mai 2009 sur M6
- Belgique : 13 décembre 2009 sur Plug RTL
- Suisse : 14 juin 2010 sur TSR1

- Marisa Ramirez (Tammi)
- Erin Cahill (Elizabeth)
- Kristin Booth (Renée Van Allen)
- Robbine Fanfair (Janet Dutton)
- Jonathan Watton (Paul Dutton)
- Ken Tremblett (Ron)
- Rebecca Robbins (Amanda Burns)

- Lieu : Sturbridge, Massachusetts

### Épisode 10:Faites de beaux rêves
- États-Unis : 7 février 2008 sur The CW
- France : 
  - 1er novembre 2008 sur TF6
  - 6 juin 2009 sur M6
- Belgique : 13 décembre 2009 sur Plug RTL
- Suisse : 21 juin 2010 sur TSR1

- Elizabeth Marleau (Karen Singer)
- Martin Christopher (le médecin)
- Myriam Sirois (Maya Sanders)
- Jim Beaver (Bobby Singer)
- G. Michael Gray (Jeremy Frost)
- Cindy Sampson (Lisa Braeden)
- Damon Runyan (Henry Frost)

Dean reçoit un appel de l'hôpital qui l'informe que Bobby est dans le coma, sans aucune cause apparente. Ils découvrent dans sa chambre d'hôtel qu'il était en train d'enquêter sur la mort d'un médecin, menant des recherches sur le sommeil. Il utilisait deux puissantes plantes rituelles, permettant de contrôler les rêves, un pouvoir qui est tombé entre de mauvaises mains ... Alors que les deux frères et Bobby voyagent dans leurs rêves, des secrets intimes sont dévoilées et Dean prend conscience qu'il ne veut pas mourir. 
- Lieu : Pittsburgh, Pennsylvanie

### Épisode 11:Un jour sans fin
- États-Unis : 14 février 2008 sur The CW
- France : 
  - 8 novembre 2008 sur TF6
  - 13 juin 2009 sur M6
- Belgique : 20 décembre 2009 sur Plug RTL
- Suisse : 28 juin 2010 sur TSR1

- Lloyd Berry (M. Pickett)
- Richard Speight Jr. (l'embrouilleur)
- Katherine Horsman (la fille d'Hasselback)
- Andrew McIlroy (M. Carpiak)
- Jim Beaver (Bobby Singer)
- Denalda Williams (Doris)
- David Abbott (Dexter Hasselback)
- Dean Moen (Randy)
- Kasey Kieler (Cal)
- Derek Green (Ed Coleman)

- Lieu : Le comté de Broward.
- Cet épisode reprend le thème de la boucle temporelle introduit par le film Un jour sans fin avec Bill Murray.

### Épisode 12:Jus in Bello
- États-Unis : 21 février 2008 sur The CW
- France : 
  - 15 novembre 2008 sur TF6
  - 13 juin 2009 sur M6
- Belgique : 20 décembre 2009 sur Plug RTL
- Suisse : 5 juillet 2010 sur TSR1

- Charles Malik Whitfield (agent Victor Henriksen)
- Tyler McClendon (Shérif Melvin Dodd)
- Kurt Evans (Agent du FBI Carl Reidy)
- Ron Robinson (l'homme possédé)
- Stoney Westmoreland (adjoint Phil Amici)
- Peter DeLuise (Directeur adjoint FBI Steven Groves)
- Aimee Garcia (Nancy Fitzgerald)
- Rachel Pattee (Lilith)

- Lieu : Monument, Colorado
- L'agent Victor Henriksen meurt dans cet épisode

### Épisode 13:LesGhostfacers
- États-Unis : 24 avril 2008 sur The CW
- France : 
  - 22 novembre 2008 sur TF6
  - 20 juin 2009 sur M6
- Belgique : 27 décembre 2009 sur Plug RTL
- Suisse : 12 juillet 2010 sur TSR1

- Travis Wester (Harry Spangler)
- A.J. Buckley (Ed Zeddmore)
- Dustin Milligan (Alan J. Corbett)
- Brittany Ishibashi (Maggie Zeddmore)
- Austin Basis (Kenny Spruce)
- John DeSantis (Freeman Daggett)

- Lieu : Richardson, Texas
- Une grande partie de l'épisode est filmé caméra à l'épaule, du point de vue des Ghostfacers.

### Épisode 14:Rejoins-moi
- États-Unis : 1er mai 2008 sur The CW
- France : 
  - 29 novembre 2008 sur TF6
  - 20 juin 2009 sur M6
- Belgique : 27 décembre 2009 sur Plug RTL
- Suisse : 19 juillet 2010 sur TSR1

- Tom O'Brien (en) (Clark Adams)
- Jeffrey Dean Morgan (John Winchester)
- Anjul Nigam (Stewie Meyers)
- Cherilyn Wilson (Lanie Greenfield)
- Dawson Dunbar (Simon Greenfield)
- Ingrid Torrance (Mme Waters)
- John Shaw (Ben Waters)
- David Neale (M. Greenfield)
- Anna Mae Wills (la guide du musée)

### Épisode 15:Le Secret de l'immortalité
- États-Unis : 8 mai 2008 sur The CW
- France : 
  - 6 décembre 2008 sur TF6
  - 24 avril 2011 sur M6[4]
- Belgique : 3 janvier 2010 sur Plug RTL
- Suisse : 26 juillet 2010 sur TSR1

- Peter Birkenhead (M. Giggles)
- Terence Kelly (le médecin)
- Marilyn Norry (l'infirmière)
- Kavan Smith (la victime du club de gym)
- Adrian Holmes (le démon)
- Kaleena Kiff (la victime féminine)
- Tiera Skovbye (Bela jeune)
- Jim Beaver (Bobby Singer)
- Steven Williams (Rufus Turner)
- Billy Drago (Dr. Benton)
- Nathaniel Marten (le joggeur)
- Roan Curtis (le démon de Bela)

- Lieu : Érié (Pennsylvanie), Canaan (Vermont)
- Bela meurt dans cet épisode.

### Épisode 16:Les Chiens de l'Enfer
- États-Unis : 15 mai 2008 sur The CW
- Québec : 10 décembre 2008 sur Ztélé[5]
- France : 
  - 13 décembre 2008 sur TF6
  - 1er mai 2011 sur M6[4]
- Belgique : 10 janvier 2010 sur Plug RTL
- Suisse : 2 août 2010 sur TSR1

- Anna Galvin (Mme Fremont)
- George Coe (Pat Fremont)
- Jim Beaver (Bobby Singer)
- Peter Hanlon (Tom Wepram)
- Sierra McCormick (Lilith / Zoey)
- Jonathan Potts (M. Fremont)
- Brad Loree (l'officier de police)

Il ne reste plus que 30h avant la fin du contrat de Dean lorsque Bobby découvre l'emplacement de Lilith sur Terre. Manquant de temps pour préparer un plan, Dean souhaite protéger son frère afin que sa mort ne soit pas vaine alors que Sam veut tout tenter pour le sauver.
Il invoque Ruby contre l'avis de Dean, afin de lui demander de l'aide ainsi que son couteau tueur de démons. Mais Dean, anticipant les réactions de son frère, va piéger Ruby dans un pentagramme et lui prendre le couteau de force. Ils partent tous les trois rejoindre Lilith afin de l'éliminer. Arrivée à New Harmony, ils découvrent que Lilith se trouve dans le corps d'une petite fille et que le quartier est remplie de démons. En effet, Dean étant près des portes de l'enfer, il arrive à voir leur véritable visage.
Grâce à l'aide de Bobby, les frères s'infiltrent dans la maison et, alors que Sam s'apprête à tuer la petite fille, Dean l'arrête, voyant que Lilith a quitté son corps. 
Entre-temps, Ruby les a rejoints, s'étant échappé sans explications du piège chez Bobby. Alors qu'ils cherchent Lilith dans la maison, minuit arrive et les chiens de l'enfer sont là pour Dean. Une fois barricadés dans le salon, Ruby réclame son couteau à Sam. C'est à ce moment que Dean voit son véritable visage, qui n'est plus celui du démon habituel mais celui de Lilith.
Piégés, les deux frères sont totalement impuissants lorsque Lilith ouvre la porte aux chiens de l'enfer qui tuent Dean, alors que Sam est projeté au mur. Elle essaie alors de le tuer mais il semble immunisé contre son pouvoir. Surprise, le démon s'enfuit, laissant Sam seul pour pleurer sur le corps sans vie de Dean.
- Lieu : New Harmony, Indiana
- Dean meurt à la fin de l'épisode.
- Comme pour chaque saison, la chanson Carry On Wayward Son de Kansas ouvre l'épisode final de la saison.